# 瓦努瓦斯国家公园

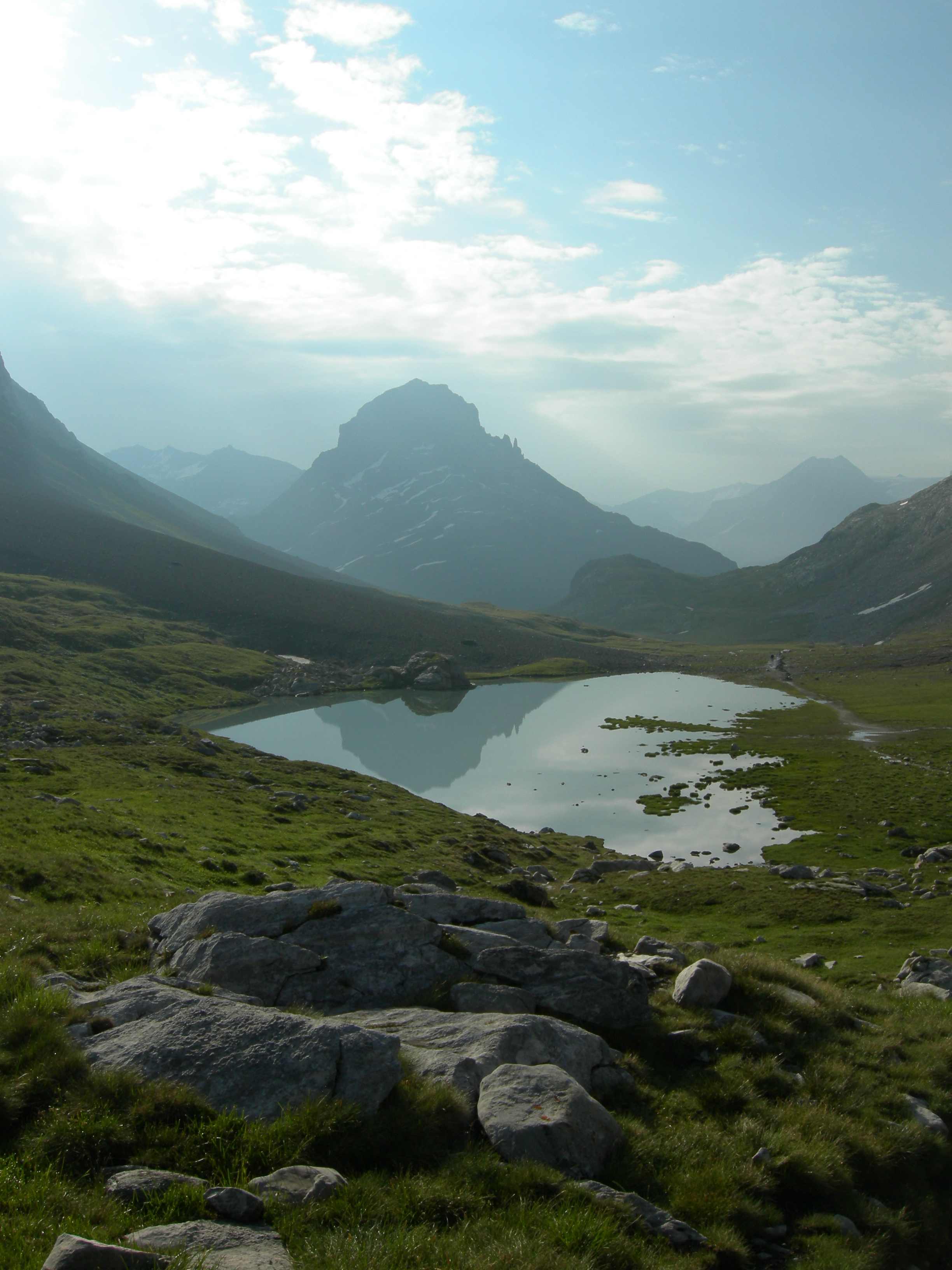
位於法國阿爾卑斯山地區的瓦努瓦斯國家公園

45°20′N 6°50′E / 45.333°N 6.833°E
瓦努瓦斯國家公園（法語：Parc national de la Vanoise）是法國的一處國家公園，位於法國阿爾卑斯山地區，在行政區劃上屬於薩瓦省管轄。瓦努瓦斯國家公園創建於1963年，是法國第一個國家公園。瓦努瓦斯國家公園內有眾多滑雪聖地，同時也以羚羊聞名。除了羚羊之外，瓦努瓦斯國家公園生存有眾多珍惜的哺乳動物，此外瓦努瓦斯國家公園還是重要的鳥類保護區。

## 外部連結
- Official website of the Vanoise National Park （页面存档备份，存于）